# Hadj Boudebza
Pas d'image ? Cliquez ici

a Compétitions nationales et continentales officielles uniquement.

b Matchs officiels uniquement.
Hadj Boudebza, né le 1er octobre 1966 à Saint-Laurent-de-la-Salanque, est un joueur français de rugby à XIII évoluant au poste de pilier ou de deuxième ligne  dans les années 1980-1990.
Formé à Saint-Laurent-de-la-Salanque, il commence sa carrière au sein du club de Saint-Hippolyte avant de rejoindre Saint-Estève avec lequel il remporte le titre de Championnat de France en 1993, ainsi que de la Coupe de France en 1993, 1994 et 1995 aux côtés de Mathieu Khedimi et Pierre Chamorin. Il prend part également à l'aventure du Paris Saint-Germain Rugby League en Super League en 1996. Enfin, il côtoie l'équipe de France durant trois années avec une participation à la Coupe du monde 1995.
Son fils, John Boudebza, a également été joueur de rugby à XIII et international français, un autre fils Jordan a pratiqué le rugby à XIII et son dernier fils Hugo a joué dans les deux codes de rugby.

## Biographie
Il travaille dans la vie civile dans l'entreprise familiale de viande dirigée par Bernard Guasch.

## Palmarès
- Collectif :
  - Vainqueur du Championnat de France : 1993 (Saint-Estève).
  - Vainqueur de la Coupe de France : 1993, 1994 et 1995 (Saint-Estève).
  - Finaliste du Championnat de France : 1992, 1995 et 1996 (Saint-Estève).
  - Finaliste de la Coupe de France : 1997 (Limoux).

### Détails en sélection
| 2. | 4 décembre 1994 | Australie        | 0-74  | Test-match     | Pilier     | - | - | - | - |
| 2. | 9 juillet 1995  | Nouvelle-Zélande | 6-22  | Test-match     | Pilier     | - | - | - | - |
| 2. | 12 octobre 1995 | Samoa            | 10-56 | Coupe du monde | Pilier     | - | - | - | - |
| 2. | 5 juin 1996     | Pays de Galles   | 14-34 | Coupe d'Europe | Pilier     | - | - | - | - |
| 2. | 12 juin 1996    | Angleterre       | 6-73  | Coupe d'Europe | Remplaçant | - | - | - | - |
| 2. | 13 mai 1997     | Irlande          | 30-30 | Test-match     | Remplaçant | - | - | - | - |